# Cantonul Bouglon
Cantonul Bouglon este un canton din arondismentul Marmande, departamentul Lot-et-Garonne, regiunea Aquitania, Franța.

## Comune
| Comune                    | Populație (1999) | Cod poștal | Cod INSEE |
| ------------------------- | ---------------- | ---------- | --------- |
| Antagnac                  | 221              | 47700      | 47010     |
| Argenton                  | 335              | 47250      | 47013     |
| Bouglon                   | 613              | 47250      | 47034     |
| Grézet-Cavagnan           | 352              | 47250      | 47114     |
| Guérin                    | 246              | 47250      | 47115     |
| Labastide-Castel-Amouroux | 321              | 47250      | 47121     |
| Poussignac                | 294              | 47700      | 47212     |
| Romestaing                | 147              | 47250      | 47224     |
| Ruffiac                   | 176              | 47700      | 47227     |
| Sainte-Gemme-Martaillac   | 343              | 47250      | 47244     |